# Савио Нсереко
Савио Магала Нсереко (на немски: Savio Nsereko), познат само като Савио, е германски футболист от угандийски произход, който играе за Верея (Стара Загора).

## Кариера

### Клубна
Започва да тренира във футболната академия на Мюнхен 1860. През лятото на 2005 г. е привлечен в академията на Бреша. През сезон 2005-2006 записва дебют за отбора в Серия Б.
На 26 януари 2009 г. Уест Хам подписва 4-годишен договор със Савио за сумата от 9 млн. паунда. Той записва официален дебют във Висшата лига срещу Хъл Сити.
След като не успява да се наложи като титуляр в Англия той е продаден на Фиорентина като Уест Хам ще получи 50% от следваща негова продажба.
На 20 януари 2011 г., Савио преминава в Черноморец (Бургас) като преотстъпен до края на сезона.
След това има кратки престои в Юве Стабия, Васлуй и Унтерхахинг.
През октомври 2012 г. е арестуван в Тайланд, след като инсценира свое отвличане.

### Национален отбор
Савио печели през 2008 г. Европейско първенство по футбол за юноши до 19 г. с националния отбор на Германия до 19 г. Записва участия и с националния отбор на Германия до 20 г.
Уганда има интерес родения там Савио да играе за националния им отбор. Новия закон за двойното гражданство прави тази опция възможна.